# Chromatron

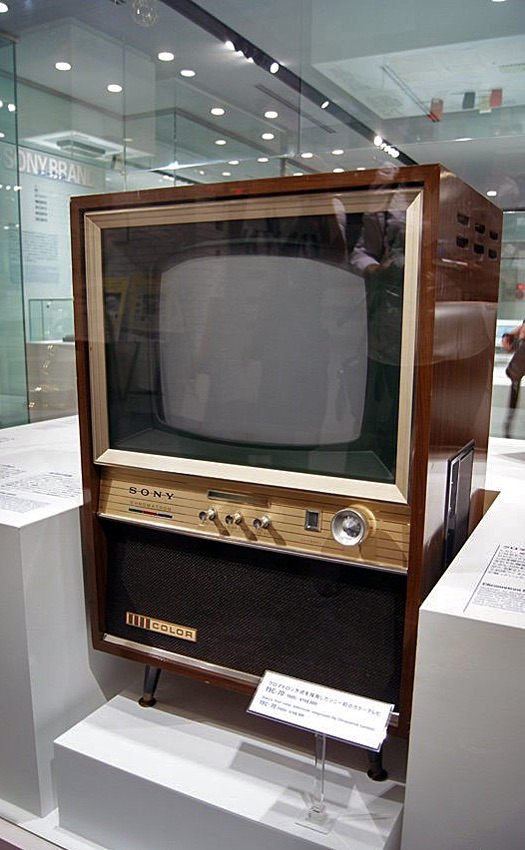
Sony Chromatron-Farbfernsehgerät

Anfang der 1950er Jahre hatte die Radio Corporation of America (RCA) ein kompatibles elektronisches Farbfernsehsystem bis zur Serienreife gebracht, das bei Ausschöpfung der normalen Schwarzweiß-Videobandbreite mit Hilfe einer Schattenmaskenbildröhre brauchbare Farbbilder wiedergeben konnte. Drei Elektronenstrahlen wurden mit den Farb-Videosignalen moduliert, die Lochmaske mit je einem Loch für ein dahinter befindliches Farbtripel auf dem Bildschirm bewirkte auf mechanischem Wege, dass die mit einem unterschiedlichen Einfallswinkel durchgelassenen Elektronenstrahlen den zu ihnen gehörenden Farbphosphor trafen. Die damals eingesetzte 15-Zoll-Farbbildröhre 15GP22 erreichte einen maximalen Ablenkwinkel von 45° für die Bildbreite. Umfangreiche Konvergenz-Korrekturschaltungen waren nötig, damit die drei Farbbilder auf dem Bildschirm zur Deckung kamen. Die Leuchtstoffe waren noch so lichtschwach, dass man für das Farbfernsehen den Raum abdunkeln musste. Zudem wurden gut 80 % der Strahlstromleistung durch die Schattenmaske absorbiert und in Wärme umgewandelt.
Ernest O. Lawrence entwickelte ab 1951 die Chromatron-Farbbildröhre, die bei verbesserter Helligkeit gegenüber der  Lochmaskenbildröhre mit nur einer Elektronenkanone auskommen sollte anstelle von drei Elektronenkanonen. Auf dem Bildschirm waren die drei Leuchtstoffe für die Grundfarben Rot, Grün und Blau anstelle von Farbtripeln in Form von senkrechten Farbstreifen angebracht. Hinter den Farbstreifen im Inneren der Röhre waren feine, vertikale Drähte befestigt, die mittels eines elektrischen Steuerimpulses den Elektronenstrahl auf den roten, grünen oder blauen Leuchtstoff statisch ablenken sollten. Da nur ein Elektronenstrahl für die drei Grundfarben verwendet wurde, fielen auch die aufwändigen Konvergenzschaltungen wie bei der Lochmaskenbildröhre fort, und die Röhre konnte mit einem vergrößerten Ablenkwinkel von 72° (anstelle von 45° wie bei der ersten Lochmaskenbildröhre) arbeiten.
Die Techniker bekamen jedoch die damit verbundenen Probleme nicht in den Griff, die feinen Drahtfäden vor dem Bildschirm konnten nicht genügend stabil in ihrer Position gehalten werden, die hohen Ansteuerspannungen von bis zu 8 kV führten zu Funkenüberschlägen in der Bildröhre, so dass es nie zur Massenfertigung kam.
Die japanische Firma SONY experimentierte in den 1960er Jahren unter hohem Kostenaufwand mit dem Chromatron, löste sich schließlich von der Idee, entwickelte aber darauf basierend die Trinitron-Bildröhre, die zwar von dem Chromatron die Leuchtstreifen und die feinen vertikalen Drähte anstelle einer Lochmaske übernahm, aber trotzdem mit drei getrennten Kathoden, nun aber in einem Elektronensystem für die drei Grundfarben, arbeitete.